# Trogoxylon rectangulum
Trogoxylon rectangulum är en skalbaggsart som beskrevs av Pierre Lesne 1921. Trogoxylon rectangulum ingår i släktet Trogoxylon och familjen kapuschongbaggar. Inga underarter finns listade i Catalogue of Life.